# Alchemilla ozana
Alchemilla ozana är en rosväxtart som beskrevs av S. Fröhner. Alchemilla ozana ingår i släktet daggkåpor, och familjen rosväxter. Inga underarter finns listade i Catalogue of Life.